# EBBC Den Bosch Basket
EBBC Den Bosch Basket je klub iz nizozemskog grada Den Boscha i najpoznatiji je nizozemski košarkaški klub te je jedini klub iz Nizozemske koji je dosegnuo finale nekog euro-kupa. Godine 2005. su se Tulip EBBC Den Bosch i Eiffel Towers iz Nijmengena ujedinili u novi klub - Eiffel Towers Den Bosch, te je novi klub preuzeo poziciju Eiffel Towersa iz Nijmengena.

## Prijašnji nazivi kluba
- 2003. – 2005. : Tulip Den Bosch
- 1999. – 2003. : Canoe Jeans
- 1997. – 1999. : Libertel Dolphins
- 1996. – 1997. : Libertel EBBC
- 1995. – 1996. : America Today
- 1992. – 1995. : Canoe Jeans
- 1991. – 1992. : Pro Specs
- 1980. – 1991. : Nashua
- 1978. – 1980. : EBBC
- 1977. – 1978. : Falcon Jeans
- 1974. – 1977. : Sperry Remmington
- Prije 1974. : EBBC

## Uspjesi
Kup pobjednika kupova
- Finalist: 1979.

Prvak Nizozemske:
- 1979., 1980., 1981., 1983., 1984., 1985., 1986., 1987., 1988., 1993., 1996., 1997.

Pobjednik nizozemskog kupa
- 1993., 2000., 2002.

### Eiffel Towers Dn Bosch / Nijmengen
- Prvak Nizozemska: 2003., 2006., 2007.

- Pobjednik nizozemskog kupa: 2003., 2008.

## Poznati igrači
- Kees Akerboom (1952.)